# II. al-Valíd omajjád kalifa
Al-Valíd ibn Jazíd, azaz II. al-Valíd (arab betűkkel الوليد بن يزيد – al-Walīd ibn Yazīd; Damaszkusz, 706 – 744. április 16.) volt a szunnita iszlám tizenötödik kalifája (uralkodott 743. február 6-ától haláláig), egyben a 750-ig uralkodó Omajjád-dinasztia ún. Marvánida ágának nyolcadik tagja. Regnálása alatt kezdődött az dinasztia bukásához vezető belharc. II. al-Valíd költőként is ismert, az önálló arab borvers (hamrijja) egyik úttörőjének számít.

## Kalifátusa
II. Jazíd és a híres iraki kormányzó, al-Haddzsádzs ibn Júszuf unokahúgának fia volt, de csak nagybátyja, Hisám hosszú uralkodása után került trónra. A szigorú erkölcsű Hisám a híradások szerint sokszor bírálta kicsapongó életvitelű unokaöccsét, és igyekezett kapacitálni, hogy mondjon le jogosultságáról a trónra saját fiai, Muávija és Szulajmán javára. Erre nem került sor, al-Valíd így trónra léphetett. Udvarában nagy befolyáshoz jutottak Haddzsádzs rokonai, így annak fivére, Muhammad ibn Júszuf, akit a kalifa Medina emírjévé nevezett ki.
Kalifaként is gyakran dorbézolt, idejét szívesen múlatta lóversenyeken is, istentelen, blaszfémikus magatartása legendás volt. Híres volt ékesszólásáról, Tabari több versét és egy levelét is megőrizte az utókornak – a kalifa a borversek egyik legkiválóbb korai művelője volt. Rövid kalifátusa alatt megemelte a nyomorékok és vakok támogatását, és általában igyekezett bőkezűen viselkedni – tehette, mert Hisám tele kincstárat hagyott hátra. Életvitele ennek ellenére népszerűtlenné tette alattvalói körében.
Uralkodása alatt a Hisám idején megölt síita lázadó, Zajd ibn Ali fia, Jahja is felkelt a kalifátus ellen, ám rövid úton sikerült vele leszámolni. Holttestével ugyanolyan kegyetlenül bántak, mint atyjáéval.

## Családi viszály
Amikor börtönbe vetette Szulajmán ibn Hisámot, az unokatestvérét, szervezkedés indult meg ellene. Hálid ibn Abdalláh megtagadta a részvételt a konspirációban, és megpróbálta figyelmeztetni al-Valídot, azonban rejtélyeskedésével feldühítette a kalifát, aki 50 millió dirhamért eladta rokonát Júszuf ibn Umar iraki emírnek, őt pedig halálra kínoztatta. Ezzel a döntésével az Omajjád-család nagyja elfordult tőle.
Hiába figyelmeztetett az Örményországot és Azerbajdzsánt igazgató Marván ibn Muhammad, a későbbi II. Marván a család egysége megőrzésének szükségességére: hadsereg vonult Damaszkuszba. Al-Valíd kitartóan harcolt trónjáért, ám a mai Jordánia területén, al-Agdafban elesett a Szulajmán elleni harcban.

## Hagyatéka
Uralkodóként al-Hakam és Uszmán nevű fiait jelölte ki örököseiül, ám halála után unokatestvére, I. al-Valíd fia, az őt már uralkodása alatt bíráló III. Jazíd lett a kalifa. Hisámhoz hasonlóan II. al-Valíd holttestével is úgy bántak el az Abbászidák hatalomátvétele után, ahogy ő tette Jahja ibn Zajdéval.

## Külső hivatkozások
- The Cambridge History of Islam, I/A kötet. Szerk.: P. M. Holt, Ann K. S. Lambton, Bernard Lewis
- Lapidus, Ira M.: A History of Islamic societies. Cambridge University Press, 1988
- Cahen, Claude: Az iszlám a kezdetektől az oszmán birodalom létrejöttéig. Budapest, Gondolat, 1989